# يوان كونج
يوان كونج هو مصور ورسام صيني، ولد في 1961 في شانغهاي في الصين.